# استوارت کافمن
استوارت کافمن، (به انگلیسی: Stuart Kauffman)، یک زیست‌شناس نظری و پژوهشگر سامانه‌های پیچیده (زاده ۲۸ سپتامبر ۱۹۳۹) است. وی دربارهٔ منشأ زندگی بر روی زمین مطالعه می‌کند.
کافمن در ۱۹۶۰ از دارتموت فارغ‌التحصیل شد، در ۱۹۶۳ مدرک کارشناسی ارشد از دانشگاه آکسفورد را دریافت نمود و در ۱۹۶۸ از دانشگاه کالیفرنیا دکترای پزشکی گرفت. سپس دوره رزیدنتی در بخش پزشکی اورژانس، به پایان رساند.